# Avang Music
Avang Music (Perzisch: آونگ) is een Amerikaans platenlabel, dat Iraanse popmuziek uitbrengt. Het label is gevestigd in Encino, Californië.
Musici die bij het label onder contract staan (juli 2011) zijn:
Andy (Andranik Madadian), Dariush Eghbali, Farhad Merad, Hayedeh, Homeyra, Mahasti, Marzieh (1924-2010), Moein, Shohreh Solen en Viguen.